# 季永康
季永康（1522年—？），字克雍，號丁溪，直隸滄州守禦千戶所旗籍天津左衛人，明朝政治人物。

## 生平
嘉靖二十八年（1549年）己酉科順天府鄉試第九十六名舉人。嘉靖三十二年（1553年）中式癸丑科會試第二百名，三甲第二百六十名進士。都察院观政，授山东诸城知县。

## 家族
曾祖季榮；祖父季琮，壽官；父季道，衛經歷。母劉氏。弟永立（生员）。